# 1195. grenadirski polk (Wehrmacht)
1195. grenadirski polk (izvirno nemško 1195. Grenadier-Regiment; kratica 1195. GR) je bil pehotni polk Heera v času druge svetovne vojne.

## Zgodovina
Polk je bil ustanovljen 22. avgusta 1944 kot sestavni del 589. ljudskogrenadirske divizije; še v času oblikovanja so polk preimenovali v 751. grenadirski polk.